# Bystra (województwo pomorskie)
Bystra (niem. Scharfenberg) – wieś w Polsce położona w województwie pomorskim, w powiecie gdańskim, w gminie Pruszcz Gdański na obszarze Żuław Gdańskich przy dawnej drodze krajowej nr 7, w pobliżu węzła Gdańsk Wschód (1,5 km) Południowej Obwodnicy Gdańska. Wieś dzielona była dawniej na dwie części: położoną przy drodze Gdańsk - Koszwały Bystrą (niem. Gross Scharfenberg) oraz znajdującą się między Wiśliną a Lędowem Bystrą - Wieś (względnie Bystrą Małą; niem. Scharfenberg lub Klein Scharfenberg).
Wieś znana była już w XII wieku. Pierwsza wzmianka o miejscowości znajduje się w dokumentach z czasów książąt pomorskich, gdzie jest wymieniona obok 20 innych wsi tzw. Żuław Małych, tj. Gemelcze (Giemlice), Ossize (Osice), Grabino (Grabiny), Vrunthy (Wróblewo), Uthetino (Trutnowy), Szunowo (Stanisławowo), Oteslave (Wocławy), Vyslina (Wiślina).
Wieś należąca do Żuław Steblewskich terytorium miasta Gdańska położona była w drugiej połowie XVI wieku w województwie pomorskim. W latach 1945–1998 miejscowość należała do województwa gdańskiego.
12 maja 2010 prezes Lechii Gdańsk oraz wójt gminy Pruszcz Gdański podpisali list intencyjny w sprawie budowy ośrodka treningowego w zakresie szkolenia piłki nożnej.
Od maja do połowy czerwca 2011 firma Iberdrola Renewables Polska wybudowała na terenie miejscowości 12 wiatraków prądotwórczych o wysokości 78 m, 90-metrowej średnicy wirnika i mocy 2 MW każdy. Pierwsze z nich uruchomiono jednak dopiero w końcu maja 2012 r. 26 lutego 2013 zawarto umowę, w myśl której wiatraki te stały się własnością Grupy Energa. Obok nich w 2019 powstanie największy w Polsce hybrydowy bateryjny magazyn energii o pojemności 27 MWh, w postaci parterowej hali magazynowej.
W 2013 we wsi powstała nowa świetlica wiejska.